# Anastassija Alexandrowna Tschursina
Anastassija Alexandrowna Tschursina, auch Anastasiia Chursina, geborene Jakowenko (russisch Анастасия Александровна Чурсина; * 7. April 1995 in Sankt Petersburg) ist eine russische Radrennfahrerin, die Rennen auf Bahn und Straße bestreitet.

## Sportliche Laufbahn
2013 wurde Anastassija Tschursina Vize-Weltmeisterin im Straßenrennen der Juniorinnen, 2016 U23-Europameisterin im Einzelzeitfahren. Im Jahr darauf errang sie den Titel der russischen Straßenmeisterin.
Tschursina startet auch regelmäßig bei Bahn-Wettbewerben. 2018 wurde sie gemeinsam mit Jewgenija Augustinas, Alexandra Gontscharowa und Gulnas Badykowa russische Meisterin in der Mannschaftsverfolgung.
Bei den Straßenrennen Tour of Chongming Island (2018) und beim Giro della Toscana Femminile (2019) belegte Tschursina jeweils Platz drei in der Gesamtwertung. 2021 entschied sie eine Etappe der Vuelta a Burgos Feminas für sich sowie das Kahramanmaraş Grand Prix Road Race.

## Erfolge

### Straße
2013
- Junioren-Weltmeisterschaften – Straßenrennen

2015
- eine Etappe Tour of Adygeya

2016
- U23-Europameisterin – Einzelzeitfahren

2017
- Russische Meisterin – Straßenrennen

2021
- eine Etappe Vuelta a Burgos Feminas
- Kahramanmaraş Grand Prix Road Race

### Bahn
2018
- Russische Meisterin – Mannschaftsverfolgung (mit Jewgenija Augustinas, Alexandra Gontscharowa und Gulnas Badykowa)